# Henning Lynge Jakobsen
Henning Lynge Jakobsen (* 6. März 1962 in Kopenhagen) ist ein ehemaliger dänischer Kanute.

## Erfolge
Henning Lynge Jakobsen nahm 1984 an den Olympischen Spielen in Los Angeles teil, wo er im Einer-Canadier in zwei Wettbewerben antrat. Über 500 Meter zog er nach Siegen in den Vorläufen und den Halbfinalläufen ins Finale ein. Dieses beendete er nach 1:58,45 Minuten auf dem zweiten Platz und gewann so hinter dem Kanadier Larry Cain und vor Costică Olaru aus Rumänien die Silbermedaille. Cain kam eine halbe Sekunde vor Jakobsen ins Ziel, während sein Vorsprung auf Olaru 1,4 Sekunden betrug. Auf der 1000-Meter-Strecke gelang Cain als erneuter Sieger seines Vorlaufs ebenfalls der Finaleinzug und dort der Gewinn der Bronzemedaille. In einer Rennzeit von 4:09,51 Minuten überquerte er 3,2 Sekunden hinter dem Deutschen Ulrich Eicke sowie abermals hinter Larry Cain, der 0,9 Sekunden schneller war, die Ziellinie.